# 2011年世界ボクシング選手権大会
2011年世界ボクシング選手権大会（2011 World Amateur Boxing Championships）は、2011年9月16日から10月1日までアゼルバイジャン・バクーにて開催された第16回AIBA世界ボクシング選手権である。
当初は韓国・釜山を開催地に予定していたが、政治上の理由により変更になった。韓国は2009年大会も立候補していたものの、ミラノに惜しくも敗れている。
10階級制が採用される初めての世界選手権となる。また、ロンドンオリンピックの予選も兼ねて行われた。

## 結果

### 国別メダル獲得数
| 順 | 国・地域         | 金 | 銀 | 銅 | 計 |
| -- | ---------------- | -- | -- | -- | -- |
| 1  | ウクライナ       | 4  | 1  | 0  | 5  |
| 2  | キューバ         | 2  | 1  | 0  | 3  |
| 3  | アゼルバイジャン | 1  | 1  | 0  | 2  |
| 4  | ロシア           | 1  | 0  | 2  | 3  |
| 5  | ブラジル         | 1  | 0  | 1  | 2  |
| 5  | 中国             | 1  | 0  | 1  | 2  |
| 7  | カザフスタン     | 0  | 2  | 2  | 4  |
| 8  | イングランド     | 0  | 2  | 1  | 3  |
| 9  | 日本             | 0  | 1  | 0  | 1  |
| 9  | 韓国             | 0  | 1  | 0  | 1  |
| 9  | ウェールズ       | 0  | 1  | 0  | 1  |
| 12 | イタリア         | 0  | 0  | 2  | 2  |
| 12 | ウズベキスタン   | 0  | 0  | 2  | 2  |
| 14 | ベラルーシ       | 0  | 0  | 1  | 1  |
| 14 | ドイツ           | 0  | 0  | 1  | 1  |
| 14 | インド           | 0  | 0  | 1  | 1  |
| 14 | アイルランド     | 0  | 0  | 1  | 1  |
| 14 | リトアニア       | 0  | 0  | 1  | 1  |
| 14 | モンゴル         | 0  | 0  | 1  | 1  |
| 14 | ルーマニア       | 0  | 0  | 1  | 1  |
| 14 | タジキスタン     | 0  | 0  | 1  | 1  |
| 14 | アメリカ合衆国   | 0  | 0  | 1  | 1  |
| 計 | 計               | 10 | 10 | 20 | 40 |

### メダル獲得者
| 階級               | 金                                                  | 銀                                              | 銅                                            |
| ------------------ | --------------------------------------------------- | ----------------------------------------------- | --------------------------------------------- |
| ライトフライ級     | 鄒市明 中国 (CHN)                                   | シン・ジョンフン 韓国 (KOR)                     | セルダンバ・プレブドルジ モンゴル (MGL)       |
| ライトフライ級     | 鄒市明 中国 (CHN)                                   | シン・ジョンフン 韓国 (KOR)                     | ダビド・アイラペチャン ロシア (RUS)           |
| フライ級           | ミーシャ・アロイアン ロシア (RUS)                   | Andrew Selby ウェールズ (WAL)                   | ルーシー・ウォーレン アメリカ合衆国 (USA)     |
| フライ級           | ミーシャ・アロイアン ロシア (RUS)                   | Andrew Selby ウェールズ (WAL)                   | Jasurbek Latipov ウズベキスタン (UZB)         |
| バンタム級         | ラザロ・アルバレス・エストラーダ キューバ (CUB)     | ルーク・キャンベル イングランド (ENG)           | ジョン・ジョー・ネビン アイルランド (IRL)     |
| バンタム級         | ラザロ・アルバレス・エストラーダ キューバ (CUB)     | ルーク・キャンベル イングランド (ENG)           | Anvar Yunusov タジキスタン (TJK)              |
| ライト級           | ワシル・ロマチェンコ ウクライナ (UKR)               | ヤスニエル・トレド・ロペス キューバ (CUB)       | Domenico Valentino イタリア (ITA)             |
| ライト級           | ワシル・ロマチェンコ ウクライナ (UKR)               | ヤスニエル・トレド・ロペス キューバ (CUB)       | Gani Zhailauov カザフスタン (KAZ)             |
| ライトウェルター級 | エヴァートン・ドス・サントス・ロペス ブラジル (BRA) | デニス・ベリンチク ウクライナ (UKR)             | Tom Stalker イングランド (ENG)                |
| ライトウェルター級 | エヴァートン・ドス・サントス・ロペス ブラジル (BRA) | デニス・ベリンチク ウクライナ (UKR)             | ビンチェンツォ・マンギアカプレ イタリア (ITA) |
| ウェルター級       | タラス・シェレステュク ウクライナ (UKR)             | セリク・サピエフ カザフスタン (KAZ)             | Egidijus Kavaliauskas リトアニア (LTU)        |
| ウェルター級       | タラス・シェレステュク ウクライナ (UKR)             | セリク・サピエフ カザフスタン (KAZ)             | Vikas Krishan Yadav インド (IND)              |
| ミドル級           | イエフゲン・フイトロフ ウクライナ (UKR)             | 村田諒太 日本 (JPN)                             | エスキバ・ファルカン ブラジル (BRA)           |
| ミドル級           | イエフゲン・フイトロフ ウクライナ (UKR)             | 村田諒太 日本 (JPN)                             | Bogdan Juratoni ルーマニア (ROU)              |
| ライトヘビー級     | ジュリオ・セザル・ラ・クルス キューバ (CUB)         | アディリベク・ニヤジムベトフ カザフスタン (KAZ) | エゴー・メコンチェフ ロシア (RUS)             |
| ライトヘビー級     | ジュリオ・セザル・ラ・クルス キューバ (CUB)         | アディリベク・ニヤジムベトフ カザフスタン (KAZ) | Elshod Rasulov ウズベキスタン (UZB)           |
| ヘビー級           | オレクサンドル・ウシク ウクライナ (UKR)             | ティムール・マンマドフ アゼルバイジャン (AZE)   | Siarhei Karneyeu ベラルーシ (BLR)             |
| ヘビー級           | オレクサンドル・ウシク ウクライナ (UKR)             | ティムール・マンマドフ アゼルバイジャン (AZE)   | Wang Xuanxuan 中国 (CHN)                      |
| スーパーヘビー級   | マゴメドラサル・メジドフ アゼルバイジャン (AZE)     | アンソニー・ジョシュア イングランド (ENG)       | Erik Pfeifer ドイツ (GER)                     |
| スーパーヘビー級   | マゴメドラサル・メジドフ アゼルバイジャン (AZE)     | アンソニー・ジョシュア イングランド (ENG)       | イヴァン・ディッコ カザフスタン (KAZ)         |